# Capão

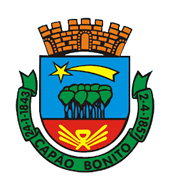
Blasón del municipio de Capão Bonito, en el estado de São Paulo, en Brasil, mostrando un capão

Un capão es una formación vegetal típica de la Región Sur de Brasil (incluido el estado de São Paulo). Consiste en una agrupación de vegetación arbórea naturalmente  cercada o rodeada por pastizales o campiñas (campos). 

## Etimología
Capão es una palabra de origen guaraní y tupí, tal palabra posee dos etimologías posibles:
- "monte  -arbóreo- redondo", a través de las palabras guaraníes ka'a ("monte") y pu'ã ("redondo").[1]
- "interrupción de monte", a través de la unión de los términos ka'a ("monte") y pa'um ("interrupción").[2]